# Мазерони (Болоња)
Мазерони (итал. Maseroni) је насеље у Италији у округу Болоња, региону Емилија-Ромања.
Према процени из 2011. у насељу је живело 19 становника. Насеље се налази на надморској висини од 441 м.